# Honeoye (Nova Iorque)
Honeoye (pronuncia-se ru-ni-oi) é um pequeno povoado na cidade de Richmond do Condado de Ontário no estado de Nova Iorque, nos Estados Unidos.
Dentre seus filhos ilustres está a ativista do feminismo Helen Pitts Douglass que ali nasceu em 1838.